# So envoltant 5.1

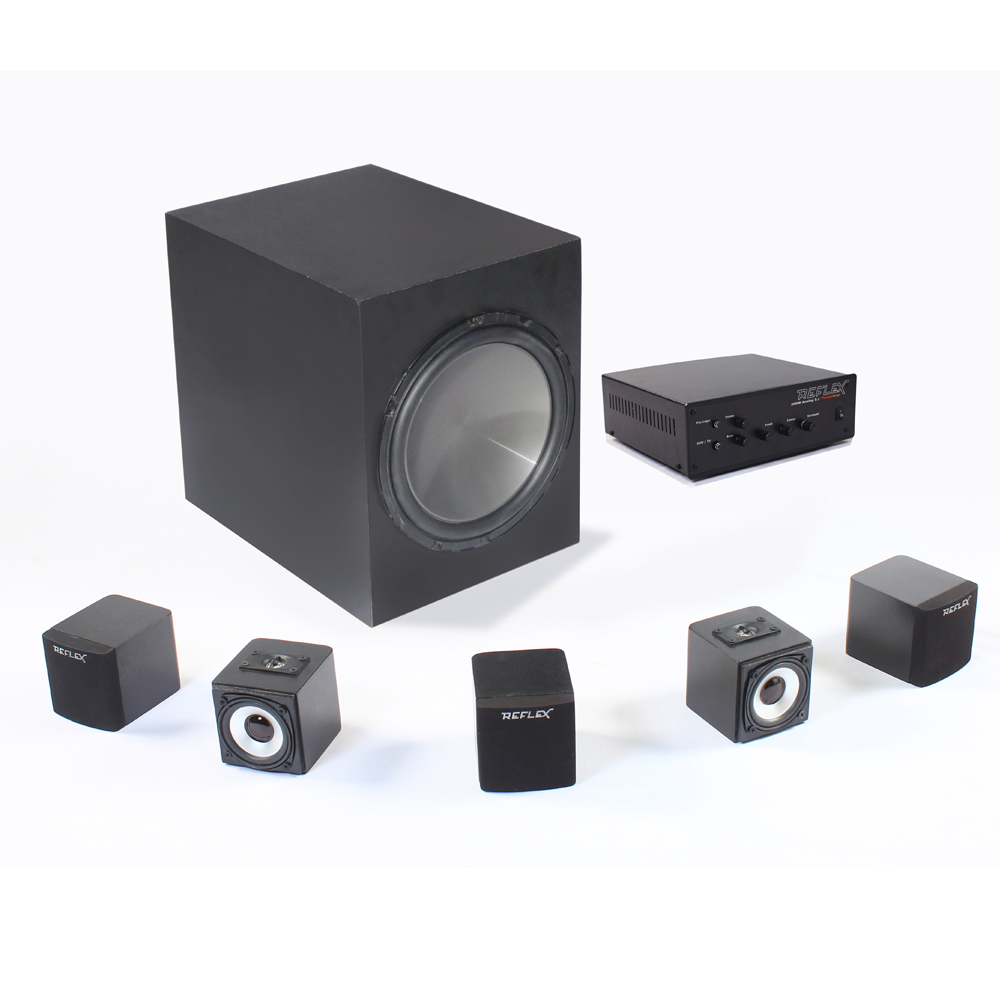
Altaveus del so envoltant 5.1

El so envoltant 5.1 (5.1 Surround Sound) és un sistema d'àudio que es basa en tenir en un mateix espai sis canals diferents de so envoltant definits com: frontal esquerre (L), frontal dret (R), frontal central (C), posterior esquerre (LS), posterior dret (LR) i LFE o SUB-LFE. El canal SUB és una desena part de les freqüències de la resta de canals, i l'altaveu central (C) permet solucionar els problemes derivats de l'Efecte de Precedència.
És el més utilitzat al cinema i al cinema domèstic, ja que té un gran equilibri espacial i és molt eficaç. Aquest sistema concret dona lloc a un espai sonor immersiu dinàmic en un pla amb 360 eixos possibles, de manera que no hi ha límits direccionals. No és compatible amb els sistemes mono, estèreo i els sistemes envoltants de processament surround amb simulació psicoacústica.

## Història
Els inicis del so envoltant 5.1 s'observen a l'any 1976, quan Dolby Labs va modificar el seguiment de l'ús de les sis bandes sonores magnètiques analògiques. L'aplicació DOLBY de 1976 (publicat a la pel·lícula La fuga de Logan) no va utilitzar la divisió envoltada i, per tant, no era 5.1. L'ús de Dolby de la divisió envoltada, i la introducció del format 5.1 al cinema hauria d'esperar fins a l'any 1980, a la pel·lícula Apocalypse Now. En comptes de cinc canals de pantalla i un canal envoltat del format Todd-AO, Dolby Stereo 70 mm Sis Track proporciona tres canals de pantalla, dos canals de so envoltant i un canal de potenciació de baixa freqüència.
Quan el so digital es va aplicar a còpies d'exhibició en 35 mm, va començar amb Batman Returns l'any 1992, i es va adoptar el mateix disseny 5.1. La capacitat de proporcionar so 5.1 havia estat una de les principals raons per a l'ús de 70 mm a les projeccions de prestigi. La prestació de so digital 5.1 sobre 35 mm redueix significativament l'ús del car format 70 mm. El so digital i el format 5.1 es van introduir l'any 1990, per KODAK i Optical Radiation Corporation, amb les estrenes de Days of Thunder i The Doors, que utilitzen els CDS de format (so de cinema digital).
El so digital 5.1 s'utilitzaria més endavant en Laserdisc i DVD a partir de la versió de Laserdisc Clear and Present Danger l'any 1995. El Blu-ray i el cinema digital tenen la capacitat de vuit canals que es poden utilitzar per proporcionar ja sigui 5.1 o 7.1 surround sound. 7.1 és una extensió del 5.1 que utilitza quatre zones de so envoltant: dos als costats i dos a la part posterior.
Un sistema de so envoltant 5.1 digital també s'havia utilitzat l'any 1987 al cabaret parisenc Moulin Rouge, creat per l'enginyer francès Dominique Bertrand. Per aconseguir un sistema d'aquest tipus l'any 1985 va haver de ser dissenyada una taula de mescles en cooperació amb Solid State Logic, basada en la seva sèrie 5000, i els altaveus en cooperació amb APG. La consola inclou canals ABCDEF. Respectivament: A l'esquerra, B la dreta, C el centre, D el darrere esquerre, I el darrere dret i F el baix. El mateix enginyer ja havia desenvolupat un sistema similar 3.1 l'any 1973, per al seu ús oficial al Cim Internacional d'Estats Francòfons a Dakar.

## Per què el so envoltant 5.1
Dintre del so envoltant hi ha diverses opcions, però la més útilitzada és la 5.1 per quatre raons principals:
- La senyal de cada canal és completament independent.
- La perspectiva és millor gràcies a l'altaveu central reservat pels greus.
- La imatge sonora espacial és més real i precisa. Si això no s'aconsegueix a partir del so envoltant 5.1 és perquè no es segueix del tot la norma, fet que és molt normal en cinemes domèstics (l'espai ideal per aconseguir-ho és un estudi o una sala especialitzada).
- El so es completament dinàmic a nivell espacial, de manera que és possible sentir una trajectòria mòbil des d'un pla únicament sonor. Per exemple, amb el so envoltant 5.1 es podria aconseguir transmetre al públic el desplaçament d'un avió.[1]

Tot i que sistemes com el so envoltant 7.1 també tinguin qualitat sonora, el 5.1 ofereix grans resultats i té dos factors que l'afavoreixen de manera considerable a l'hora de ser elegit per un comprador:
- La majoria de títols en DVD i Blu-ray d'Espanya són aptes pel sistema de so envoltant 5.1 però no ho són pel 7.1.

- Per a poder instal·lar un sistema de so envoltant 7.1 es necessita molt d'espai, i col·locar els dos altaveus posteriors és bastant complicat per aquesta rao.[2]

## Aplicacions a la música
Pel que fa a la música, l'objectiu principal del so envoltant 5.1 és una localització adequada i equanimitat de totes les fonts acústiques per a un públic posicionat al centre. Per tant, cal utilitzar idealment cinc botzines que combinen.
Per a la reproducció 5.1 es van donar recomanacions musicals de la Unió Internacional de Telecomunicacions (UIT) per a la seva utilització i proposar la configuració següent (UIT-R BS 775):
- cinc altaveus de la mateixa mida per a la part davantera, central i envoltant

- distància idèntica dels oients per als cinc altaveus

- ajustament de l'angle respecte a la direcció de visió d'audiència: centre 0° davant ± 22,5° per a les pel·lícules de ± 30° per a la música, envoltant ± 110°

La col·locació dels altaveus, que ha de complir amb aquests requisits per proporcionar la millor qualitat de so, va sovint en desacord amb les limitacions d'espai de la sala.

## Canals sonors
El canal LFS (low-frequency effects) és un canal opcional, destinat a renforçar o produir les freqüències, en general, inferiors a 120 Hz. L'altaveu destinat a reproduir aquest canal és el anomenat subwoofer. Al cinema hi pot haver varis subwoofer segons la mida de la sala.

### Característiques
Llista dels canals i abreviacions
| Canal                                  | Abreviació               |
| -------------------------------------- | ------------------------ |
| Canal esquerre                         | (L per left)             |
| Canal centre                           | (C per center)           |
| Canal dret                             | (R per right)            |
| Canal surround lateral i fons esquerre | (Ls per Left surround)   |
| Canal surround lateral i fons dret     | (Rs per Right surround)  |
| Canal Low Frequency Effects            | LFE (canal reconstituït) |

## Disposició
Al final del 1990, la UIT treballava sobre un estàndard de disposició dels altaveus destinats a les instal·lacions domèstiques, amb o sense imatge associada.
Aquest treball culmina amb la Recomanació UIT-R BS.775-1 del 20 de gener de 2004.
Vistos des de dalt, els cinc altaveus estan disposats en un cercle imaginari i el que està escoltant és el centre per tal de garantir un equilibri entre els cinc punts de difusió. Els altaveus "esquerre" i "dret" es troben a banda i banda de l'altaveu "central" amb un angle de 30 º, els altaveus "envoltant a l'esquerra" i "envoltant a la dreta" amb angles diferents entre 100 ° i 120 ° en relació amb el "centre". El lloc del subwoofer té poca importància, l'oïda humana presenta grans dificultats per localitzar una font de freqüències baixes; tot i això, se situa molt sovint a terra, aquestes mateixes freqüències baixes es propaguen molt bé per transmissió en un sòlid (aquí el terra), cosa que permet un millor rendiment del sistema, l'amplificació elèctrica del senyal pot ser inferior a la on el subwoofer està suspès (més aviat rar, però de vegades imposat per la configuració de l'espai d'escolta).